# Глен Сатер
Глен Кемерон Сатер (англ. Glen Cameron Sather; нар. 2 вересня 1943) — канадський хокеїст та тренер.

## Ігрова кар'єра
За десять ігрових років Сатер захищав кольори кількох клубів НХЛ та «Едмонтон Ойлерз» (ВХА).

## Тренерська робота
Влітку 1977 Глен очолив клуб «Едмонтон Ойлерз». У 1978 саме він запросив до команди молоду зірку Вейна Грецкі. Сатер лишився головним тренером у сезоні 1979-80 коли «Ойлерз» вступив до НХЛ. «Нафтовиків» перед стартом сезону 1980–81 посилили такі гравці, як Пол Коффі, Ярі Куррі та Енді Муг. «Ойлерз» фінішував четвертим у дивізіоні та вибув на другій стадії плей-оф. У наступному сезоні 1981–82 «Едмонтон Ойлерз» встановив рекорд результативності НХЛ 417 закинутих шайб, посівши друге загальне місце та поступившись «Нью-Йорк Айлендерс», а в плей-оф у першому раунді поступились «Лос-Анджелес Кінгс».
У сезоні 1982–83 поступившись у фіналі Кубка Стенлі «Айлендерс» у наступних п'яти сезонах «нафтовики» під керівництвом Глена чотири рази здобувають Кубок Стенлі. У міжсезоння 1988 року Грецкі продали до «Лос-Анджелес Кінгс». Сезон 1988–89 став провальним для «Ойлерз» по завершенні якого Сатер подав у відставку лишившись на посаді генерального менеджера клубу.
У сезоні 1989–90 «нафтовики» здобули п'яту перемогу в Кубку Стенлі перегравши у фіналі «Бостон Брюїнс».
Починаючи з сезону 92/93 «нафтовики» чотири роки поспіль залишались поза зоною плей-оф. У клубу виникли фінансові проблеми, а власник команди Пітер Поклінгтон в 1994 році навіть погрожував перевезти команду до Гамільтону.
У 2000-му Сатер став президентом та генеральним менеджером «Нью-Йорк Рейнджерс». Глен був генеральним менеджером «Рейнджерс» до відставки 1 липня 2015 року, а потім працював президентом до 4 квітня 2019 року.
Як тренер збірної Канади Сатер став володарем Кубка Канади 1984 року, чемпіоном світу 1994 року та фіналістом Кубка світу 1996 року.

## Ігрова статистика
| Сезон     | Клуб                     | Ліга      | Регулярний сезон | Регулярний сезон | Регулярний сезон | Регулярний сезон | Регулярний сезон | Плей-оф | Плей-оф | Плей-оф | Плей-оф | Плей-оф |
| Сезон     | Клуб                     | Ліга      | І                | Г                | П                | О                | ШХ               | І       | Г       | П       | О       | ШХ      |
| --------- | ------------------------ | --------- | ---------------- | ---------------- | ---------------- | ---------------- | ---------------- | ------- | ------- | ------- | ------- | ------- |
| 1961–62   | «Едмонтон Ойл-Кінгс»     | ЦАХЛ      | —                | —                | —                | —                | —                | —       | —       | —       | —       | —       |
| 1961–62   | «Едмонтон Ойл-Кінгс»     | МК        | —                | —                | —                | —                | —                | 19      | 5       | 5       | 10      | 14      |
| 1962–63   | «Едмонтон Ойл-Кінгс»     | ЦАХЛ      | —                | —                | —                | —                | —                | —       | —       | —       | —       | —       |
| 1962–63   | «Едмонтон Ойл-Кінгс»     | МК        | —                | —                | —                | —                | —                | 20      | 9       | 13      | 22      | 26      |
| 1963–64   | «Едмонтон Ойл-Кінгс»     | ЦАХЛ      | 40               | 31               | 34               | 65               | 30               | 1       | 0       | 0       | 0       | 0       |
| 1963–64   | «Едмонтон Ойл-Кінгс»     | МК        | —                | —                | —                | —                | —                | 19      | 8       | 17      | 25      | 30      |
| 1964–65   | «Мемфіс Вінгз»           | ЦПХЛ      | 69               | 19               | 29               | 48               | 98               | —       | —       | —       | —       | —       |
| 1965–66   | «Оклахома Сіті Блейзерс» | ЦПХЛ      | 64               | 13               | 12               | 25               | 76               | 9       | 4       | 4       | 8       | 14      |
| 1966–67   | «Оклахома Сіті Блейзерс» | ЦПХЛ      | 57               | 14               | 19               | 33               | 147              | 11      | 2       | 6       | 8       | 24      |
| 1966–67   | «Бостон Брюїнс»          | НХЛ       | 5                | 0                | 0                | 0                | 0                | —       | —       | —       | —       | —       |
| 1967–68   | «Бостон Брюїнс»          | НХЛ       | 65               | 8                | 12               | 20               | 34               | 3       | 0       | 0       | 0       | 0       |
| 1968–69   | «Бостон Брюїнс»          | НХЛ       | 76               | 4                | 11               | 15               | 67               | 10      | 0       | 0       | 0       | 18      |
| 1969–70   | «Піттсбург Пінгвінс»     | НХЛ       | 76               | 12               | 14               | 26               | 114              | 10      | 0       | 2       | 2       | 17      |
| 1970–71   | «Піттсбург Пінгвінс»     | НХЛ       | 46               | 8                | 3                | 11               | 96               | —       | —       | —       | —       | —       |
| 1970–71   | «Нью-Йорк Рейнджерс»     | НХЛ       | 31               | 2                | 0                | 2                | 52               | 13      | 0       | 1       | 1       | 18      |
| 1971–72   | «Нью-Йорк Рейнджерс»     | НХЛ       | 76               | 5                | 9                | 14               | 77               | 16      | 0       | 1       | 1       | 22      |
| 1972–73   | «Нью-Йорк Рейнджерс»     | НХЛ       | 77               | 11               | 15               | 26               | 64               | 9       | 0       | 0       | 0       | 7       |
| 1973–74   | «Нью-Йорк Рейнджерс»     | НХЛ       | 2                | 0                | 0                | 0                | 0                | —       | —       | —       | —       | —       |
| 1973–74   | «Сент-Луїс Блюз»         | НХЛ       | 69               | 15               | 29               | 44               | 82               | —       | —       | —       | —       | —       |
| 1974–75   | «Монреаль Канадієнс»     | НХЛ       | 63               | 6                | 10               | 16               | 44               | 11      | 1       | 1       | 2       | 4       |
| 1975–76   | «Міннесота Норт-Старс»   | НХЛ       | 72               | 9                | 10               | 19               | 94               | —       | —       | —       | —       | —       |
| 1976–77   | «Едмонтон Ойлерз»        | ВХА       | 81               | 19               | 34               | 53               | 77               | 5       | 1       | 1       | 2       | 2       |
| НХЛ разом | НХЛ разом                | НХЛ разом | 658              | 80               | 113              | 193              | 724              | 72      | 1       | 5       | 6       | 86      |

## Тренерська статистика
| Команда   | Сезон     | Регулярний сезон | Регулярний сезон | Регулярний сезон | Регулярний сезон | Регулярний сезон | Регулярний сезон | Регулярний сезон            | Плей-оф | Плей-оф | Плей-оф | Плей-оф                           |
| Команда   | Сезон     | І                | В                | П                | Н                | О                | OTL              | Результат                   | В       | П       | В%      | Результат                         |
| --------- | --------- | ---------------- | ---------------- | ---------------- | ---------------- | ---------------- | ---------------- | --------------------------- | ------- | ------- | ------- | --------------------------------- |
| ЕДМ       | 1976–77   | 18               | 9                | 7                | 2                | —                | (20)             | 4-е Захід                   | 1       | 4       | .200    | Поступились у чвертьфіналі        |
| ЕДМ       | 1977–78   | 80               | 38               | 39               | 3                | —                | 79               | 5-е Захід                   | 1       | 4       | .200    | Поступились у чвертьфіналі        |
| ЕДМ       | 1978–79   | 80               | 48               | 30               | 2                | —                | 98               | 1-е Захід                   | 6       | 7       | .462    | Поступились у фіналі              |
| ЕДМ       | 1979–80   | 80               | 28               | 39               | 13               | —                | 69               | 4-е Смайт                   | 0       | 3       | .000    | Поступились у попередньому раунді |
| ЕДМ       | 1980–81   | 62               | 25               | 26               | 11               | —                | 74               | 3-є Смайт                   | 5       | 4       | .556    | Поступились у чвертьфіналі        |
| ЕДМ       | 1981–82   | 80               | 48               | 17               | 15               | —                | 111              | 1-е Смайт                   | 2       | 3       | .400    | Поступились у півфіналі Дивізіону |
| ЕДМ       | 1982–83   | 80               | 47               | 21               | 12               | —                | 106              | 1-е Смайт                   | 11      | 5       | .688    | Поступились у фіналі Кубка Стенлі |
| ЕДМ       | 1983–84   | 80               | 57               | 18               | 5                | —                | 119              | 1-е Смайт                   | 15      | 4       | .789    | Переможець Кубка Стенлі           |
| ЕДМ       | 1984–85   | 80               | 49               | 20               | 11               | —                | 109              | 1-е Смайт                   | 15      | 3       | .833    | Переможець Кубка Стенлі           |
| ЕДМ       | 1985–86   | 80               | 56               | 17               | 7                | —                | 119              | 1-е Смайт                   | 6       | 4       | .600    | Поступились у фіналі Дивізіону    |
| ЕДМ       | 1986–87   | 80               | 50               | 24               | 6                | —                | 106              | 1-е Смайт                   | 16      | 5       | .762    | Переможець Кубка Стенлі           |
| ЕДМ       | 1987–88   | 80               | 44               | 25               | 11               | —                | 99               | 2-е Смайт                   | 16      | 2       | .889    | Переможець Кубка Стенлі           |
| ЕДМ       | 1988–89   | 80               | 38               | 34               | 8                | —                | 84               | 3-є Смайт                   | 3       | 4       | .429    | Поступились у півфіналі Дивізіону |
| ЕДМ       | 1993–94   | 60               | 22               | 27               | 11               | —                | (55)             | 6-е Тихоокеанський дивізіон | —       | —       | —       | не вийшли у плей-оф               |
| ЕДМ разом | ЕДМ разом | 842              | 464              | 268              | 110              | 0                |                  |                             | 87      | 52      | .626    | 13 плей-оф 4 Кубка Стенлі         |
| НЬЮ       | 2002–03   | 28               | 11               | 10               | 4                | 3                | (29)             | 4-е Атлантичний дивізіон    | —       | —       | —       | не вийшли у плей-оф               |
| НЬЮ       | 2003–04   | 62               | 22               | 29               | 7                | 4                | (55)             | 4-е Атлантичний дивізіон    | —       | —       | —       | не вийшли у плей-оф               |
| НЬЮ разом | НЬЮ разом | 90               | 33               | 39               | 11               | 7                |                  |                             | —       | —       | —       | 0 плей-оф                         |
| Усього    | Усього    | 1,062            | 583              | 376              | 126              | 7                |                  |                             | 87      | 52      | .626    | 13 плей-оф 4 Кубка Стенлі         |